# Roewe 350
Roewe 350 (también llamado MG 350) es un automóvil del segmento C producido por Roewe bajo la firma chinesa SAIC Motor. Fue presentado como un Concept Car en el Salón del Automóvil de Shanghái en el 2009 como Roewe N1. Más tarde en 2010, fue presentado en el Salón del Automóvil de Beijing ya como oficialmente comercializado, con un motor 1.5 litros (80kW) I4.
Con la adquisición de la marca británica Morris Garage, por parte de SAIC Motores, el Roewe 350, es comercializado como MG 350, con variado equipamiento.
La versión de alta gama es el MG 350 Comfort, el cual posee interiores de cuero, luneta (Sunroof), Compresor, etc.